# Église Saint-Philibert de Trégunc
Pour les articles homonymes, voir Saint-Philibert.
L'église Saint-Philibert est un lieu de culte catholique situé dans le village de Saint-Philibert, dans la commune de Trégunc, en France. Anciennement désignée comme « chapelle », elle fut construite vers 1520.
Cette église fait l’objet d’une inscription au titre des monuments historiques depuis le 11 mai 1932.

## Histoire
L'édifice actuel fut édifié entre 1558 et 1575.
La chapelle initiale a été élevée au statut d'église paroissiale en 1946. Elle est le siège de la paroisse de Saint-Philibert.

## Culte et cérémonies
Le pardon se tient le dernier dimanche d'août.

## Petit patrimoine à proximité
Sont situées à proximité, une fontaine de dévotion et deux stèles protohistoriques.

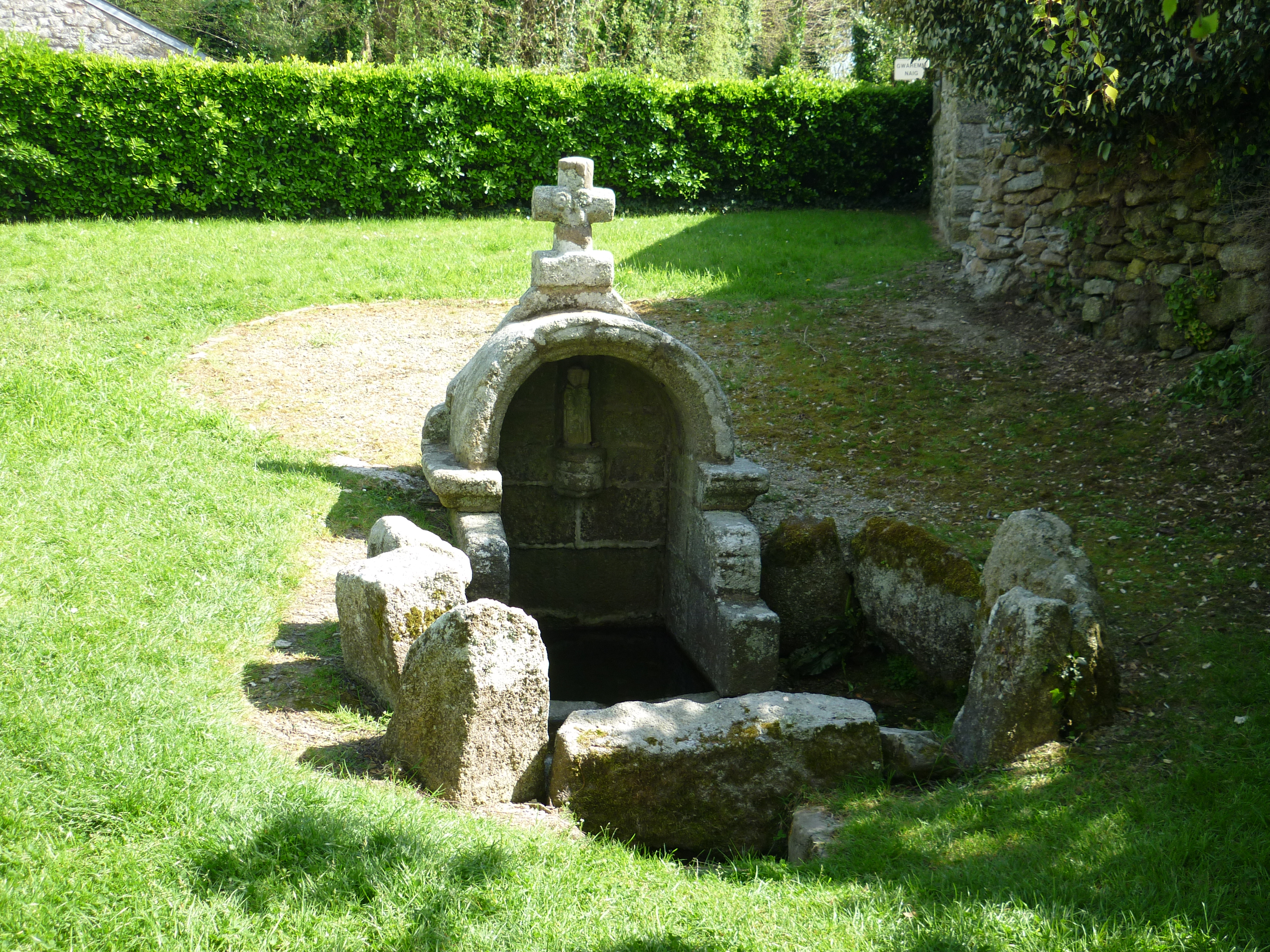
Fontaine située près de l'église
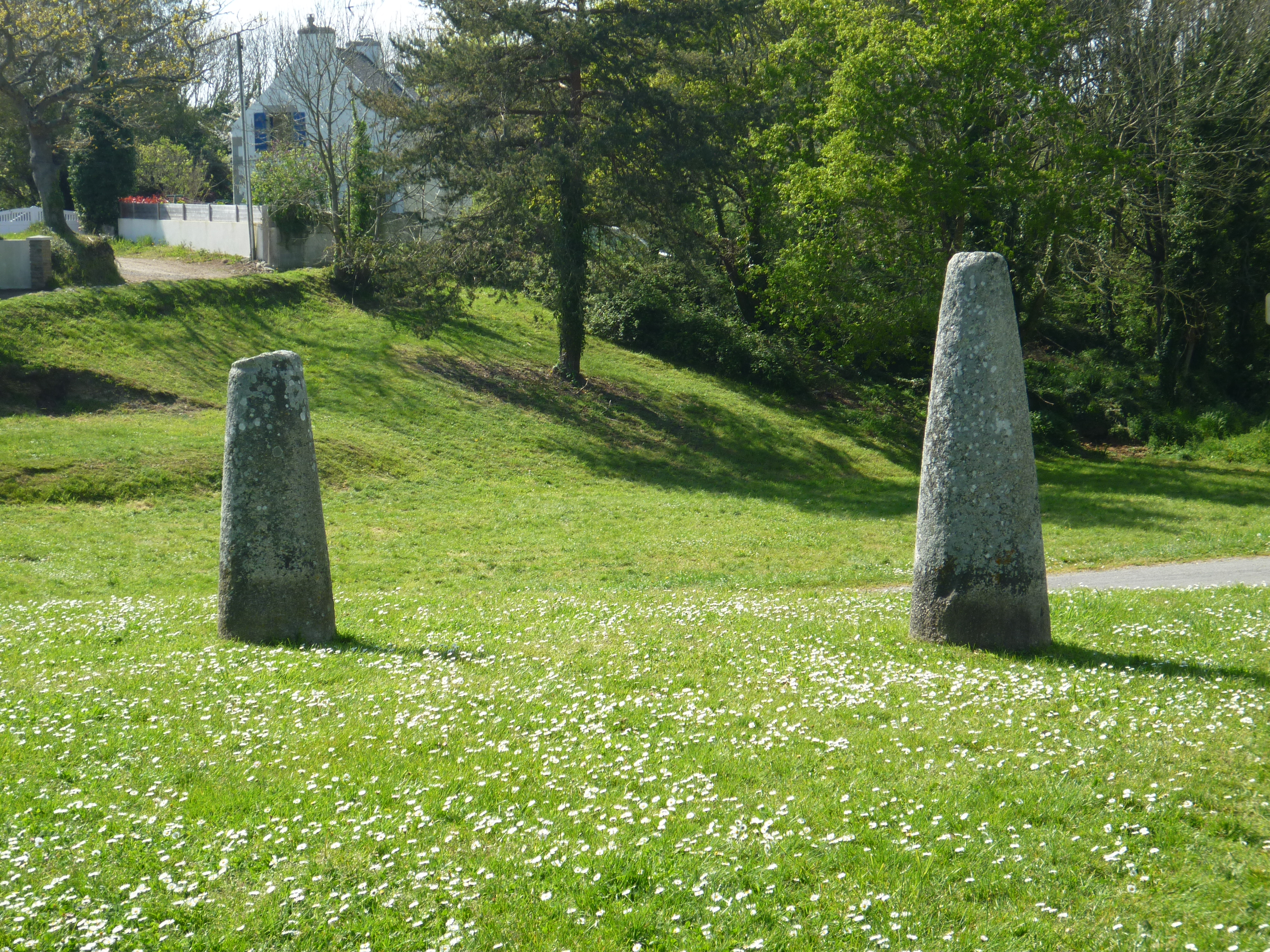
Stèles protohistoriques situées devant l'église